# کتاب دانیال
کتاب دانیال (عبری: דניאל) یکی از بخش‌های عهد عتیق است که سرگذشت زندگی دانیال پیامبر را که یک یهودی است که در بابل به اسارت گرفته شده‌است بیان می‌کند. این کتاب بخشی از کتوویم به‌شمار می‌رود و جزئی از نوییم نیست. این کتاب می‌گوید که چگونه دانیال یک یهودیه‌ای در دستگاه قضایی بخت‌النصر (۶۰۵ تا ۵۶۲ پ. م)، حاکم بابل، خروج می‌کند و به عنوان یکی از مسئولین حکومت در می‌آید با اینکه نام دانیال در قرآن نیامده است ولیکن او معمولاً بر اساس دیدگاه اسلامی به عنوان یکی از پیامبران محسوب می‌شد و مرقد او در شوش نیز مورد زیارت مسلمانان قرار می‌گیرد.
دیدگاه سنتی بر آن است که کتاب توسط دانیال و در سده ششم پیش از میلاد نگاشته شده‌باشد اما در دیدگاه آکادمیک «افراد بسیار کمی از محققان کتاب مقدس به‌طور جد موافق این موضوعند» بسیاری از محققان کتاب مقدس تاریخ آن را به سده دوم پیش از میلاد نسبت می‌دهند
قدیمی‌ترین دست‌نوشته‌ای که از کتاب دانیال کشف گردیده‌است بخشی به زبان عبری و بخشی به زبان آرامی است
ساختار این کتاب در مورد ظهور مسیح و اتفاقات آخرالزمان است. نثر این کتاب نسبت به دیگر کتب مقدس روانتر است.

## ساختار
کتاب دانیال به دو بخش اصلی تقسیم شده‌است. در بخش اول که فصل‌های ۱ تا ۶ را شامل می‌شود مربوط به شجاعت‌های یهودیان در دربار بابلیان است. در بخش دوم که فصل‌های ۷ تا ۱۲ را شامل می‌شود مسائل مربوط به رؤیای دانیال در مبحث آخرالزمان بیان می‌شود. همچنین فصل‌های ۱ و ۸–۱۲ به زبان عبری و فصل‌های ۲–۷ به زبان آرامی هستند. دلیل این دوگانگی هیچگاه کشف نشده‌است. در فصل‌های ۱–۶ به تدریج زمان از زمان بابلیان و سپس پارسیان گذر می‌کنند و این گذر زمان در فصل‌های ۷ تا ۱۲ نیز ادامه دارد. فصل‌های کتاب دانیال می‌توانند به صورت زیر تقسیم گردند:
- - قسمت اول: داستان‌ها
- فصل اول: مقدمه (بابل)
- فصل دوم: رؤیای بخت النصر از چهار پادشاهی (بابل)
- فصل سوم: شومینه آتشین (بابل)
- فصل چهارم: جنون بخت النصر (بابل)
- فصل پنجم: جشن بلشازار (بابل)
- فصل ششم: دانیال در لانه شیران (پارس)
  - قسمت دوم: رؤیاها
- فصل هفتم: هیولاها از دریا و فرزند آدم (بابل)
- فصل هشتم: قوچ و بز نر (بابل)
- فصل نهم: تفسیر پیشگویی ارمیا از هفتاد هفته (ماد)
- فصل دهم: مکاشفه فرشته. پادشاهان شمال و جنوب (پارس)

## محتوا

### فصل اول - اسیر بابلیان
داستان با اشارۀ کوچکی به اینکه معبد اورشلیم توسط شاه بابلیان بخت النصر تخریب شده‌است آغاز می‌شود. در این زمان دانیال که از خانواده اشرافی قوم یهود است به همراه سه یهودی دیگر در دربار بخت النصر شروع به کار می‌کنند. دانیال و سه یهودی دیگر دارای نام‌های بابلی می‌شوند ولیکن خود را با غذا و شراب بابلیان که با نام خدایان آن‌ها تولید شده‌است آلوده نمی‌کنند. مسئول آنان از سلامت آنان نگران می‌شود ولیکن دانیال او را به آزمایش روزه ده روزه دعوت می‌کند. وقتی بعد از ده روز روزه دانیال و همراهانش سالمتر از دیگران هستند اجازه ادامه غذای خود را پیدا می‌کنند. بعد از این زمان بخت النصر متوجه می‌شود که دانیال و همراهانش ده برابر داناتر از تمامی بابلیان هستند و دانیال دارای استعداد تعبیر خوابها است.

### فصل دوم - رؤیای بخت‌النصر
بخت‌النصر رؤیای ترسناکی می‌بیند و از مردان خود می‌خواهد که آن را تعبیر کنند ولی محتوای آن را به صورت کامل بیان نمی‌کند. وقتی آن‌ها اعتراض می‌کنند او همه را محکوم می‌کند که شامل دانیال و همراهانش نیز می‌شود. دانیال اجازه می‌خواهد که از خدای خود کمک بخواهد. او تعبیر خواب بخت النصر را در خواب دریافت می‌کند: بخت‌النصر خواب یک مجسمه بزرگ از سر طلا، سینه و دست‌های نقره، شکم و رانی از مس و پاهایی از آهن و گل را می‌بیند. مجسمه توسط یک سنگ که تبدیل به کوه بزرگی می‌شود نابود می‌شود و این کوه تمامی دنیا را پر می‌کند. مجسمه نمایانگر چهار پادشاهی است که با بخت النصر آغاز می‌شود. این چهار پادشاهی توسط خداوند نابود خواهند شد. بخت النصر دانیال را به سمت رئیس تمامی حکمای خود منصوب می‌کند و به او و همراهانش اجازه می‌دهد که بر تمامی شهرهای بابل حکومت کنند.

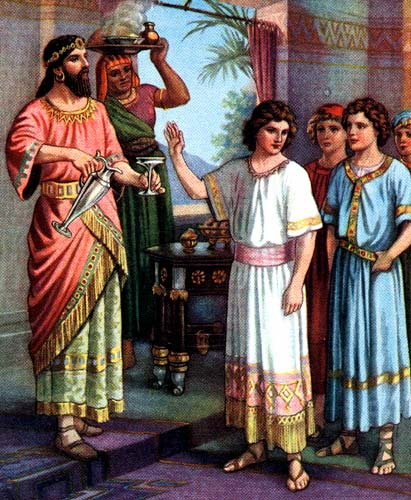
دانیال غذای بابلیان را رد می‌کند، نقاشی از کتاب مقدس قرن ۱۹

### کوره آتشین
همراهان دانیال آنانیاس، آزاریا و میشایل حاضر نمی‌شوند در برابر مجسمه طلای شاه تعظیم کنند و به آتش انداخته می‌شوند. بخت النصر فرد چهارمی را در آتش همراه آنان می‌بیند و خداوند آن سه را از آتش نجات می‌دهد. دانیال در این فصل مورد اشاره قرار نمی‌گیرد.

### جنون بخت النصر
بخت النصر رؤیایی می‌بیند که در آن یک درخت بزرگ به دستور یک پیام‌آور بهشتی بریده می‌شود. دانیال برای تعبیر خواب احضار می‌شود. دانیال می‌گوید که این درخت خود بخت النصر است و به مدت هفت سال او دیوانه شده و مانند یک حیوان وحشی خواهد شد. هفت سال به این ترتیب می‌گذرد و بعد از هفت سال بخت النصر قبول می‌کند که بهشت است که قانون می‌گذارد و سلامت روانی خود را باز میابد.

### جشن بلشازار
بلشازار و مهمانانش کافرانه از ظروف مقدس معبد یهودیان برای نوشیدن استفاده کرده و به وسیله آن‌ها برای خدایان خود می‌نوشند تا زمانی که دستی ظاهر شده و بر روی دیوار نوشته‌ای می‌نویسد. شاه که بسیار ترسیده‌است دانیال را صدا می‌کند که می‌تواند این خط را بخواند. دانیال می‌خواند خدا دستور داده است که روزهای پادشاهی تو تمام شد. تو بر روی ترازوی قضاوت خدا قرار گرفتی و گناهکار شناخته شدی. پادشاهی تو نابود شده و تقسیم خواهد شد و به مادها و پارسیان داده خواهد شد. در همان شب بلشازار به دست کوروش مادی کشته شده و او پادشاه می‌شود.

### دانیال در چاه شیران

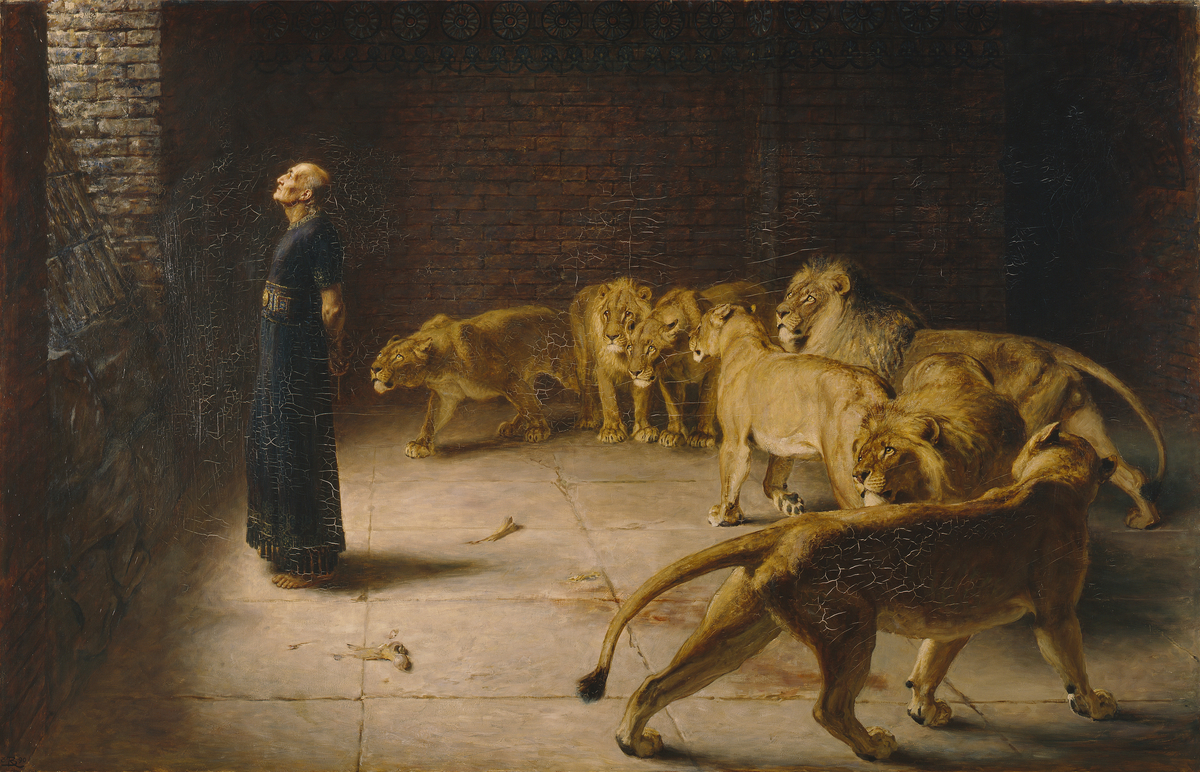
پاسخ دانیال به پادشاه اثر برایتون ریویر (۱۸۹۲)

دانیال در دربار کوروش قدرت زیادی می‌یابد و مورد حسادت درباریان قرار می‌گیرد. درباریان که اعتقادات دانیال را می‌دانند از پادشاه می‌خواهند که دستور دهد به مدت ۳۰ روز هیچ خدایی غیر از خدای آنان مورد پرستش قرار نگیرد. به دلیل اینکه دانیال به خواندن نماز روزانه یهودی سه بار در روز به سمت اورشلیم ادامه می‌دهد مورد اتهام قرار می‌گیرد و کوروش که مایل نیز نیست او را به خاطر دستور خود به چاه شیران می‌اندازد. خداوند دهان شیران را می‌بندد و صبح روز بعد داریوش دانیال را سالم پیدا می‌کند. سپس او دستور می‌دهد که اتهام زنندگان به دانیال در چاه انداخته شوند و آن‌ها آنجا دریده می‌شوند.

### رؤیای هیولاها و پسر آدم
این رؤیا که در زمان بلشازار دیده شده‌است در مورد هیولاهایی که پادشاهیهای آینده هستند می‌باشد. چهارمین این هیولاها تمامی زمین را خواهد بلعید و آن را نابود خواهد کرد. هیولای چهارم ده شاخ خواهد داشت که نمایانگر ده شاه هستند. آن‌ها توسط یک شاه کوچکتر که به صورت یک شاخ کوچکتر است دنبال خواهند شد و او سه پادشاهی از ده پادشاهی را مهار خواهد کرد. او علیه خدا کفر خواهد گفت و با پیامبران جنگ خوهد کرد و تلاش خواهد کرد که قوانین و اعیاد خدا را عوض کند. بعد از یک زمان، یک زمان‌ها و نیمه یک زمان این پادشاه توسط قدیمی زمان‌ها (خداوند) مورد قضاوت قرار گرفته و در دادگاه بهشتی محکوم خواهد شد. بعد کسی شبیه پسر آدم به قدیمی زمان‌ها (خداوند) نزدیک شده و به او پادشاهی جهانی داده خواهد شد. همچنین پادشاهی دائمی او بر تمامی پادشاهان زمین به همراه مردم عزیز بالاترین مقام (خداوند) خواهد بود.

### رؤیای قوچ و بز نر
این رؤیا در سومین سال حکومت بلشازار دیده می‌شود و در مورد یک قوچ و یک بز نر است که نمایانگر امپراطوری ماد و پارس (قوچ با دو شاخ) و امپراطوری یونان (بز نر) است. بز نر دوشاخ بسیار قوی می‌شود تا زمانی که شاخ آن شکسته می‌شود و توسط چهار شاخ کوچکتر جایگزین می‌شود. سپس رؤیا در مورد یکی از این چهار شاخ است که بسیار بزرگ می‌شود. این شاخ نمایانگر یک شاه نادرست است که قدرت ارتش خداوند را نادیده می‌گیرد و قربانی روزانه را منع می‌کند و معبد را به مدت ۲۳۰۰ روز آلوده می‌کند. رؤیا با زمان پاکسازی و بازسازی معبد پایان می یابد.

### رؤیای هفتاد هفته
این رؤیا در اولین سال حکومت داریوش فرزند خشایار در مورد هفتاد هفته است که برای قوم اسراییل و اورشلیم مقدر شده‌است. این رؤیا در مورد رؤیای ارمیا است که بر اساس آن نابود شدن اورشلیم به مدت هفتاد سال ادامه میابد و دانیال از خداوند درخواست می‌کند که اورشلیم و معبد آن را بازسازی کند و یک فرشته به دانیال در مورد زمان‌های آینده صحبت می‌کند «هفتاد هفت» و بازسازی و نابودی معبد توسط یک پادشاه آتی.

### رؤیای پادشاهان شمال و جنوب
در فصل ۱۰ تا ۱۲ که در سال سوم پادشاهی کورش پارسی صورت می‌گیرد در مورد یک جنگ بزرگ صحبت می‌شود. در فصل ۱۰ یک فرشته بر دانیال ظاهر می‌شود و توضیح می‌دهد که دانیال در میان یک جنگ با «شاهزاده پارسی» است و تنها توسط میکاییل «شاهزاده تو» کمک می‌شود. «شاهزاده یونانی» به زودی خواهد آمد ولیکن ابتدا مشخص می‌شود که چه اتفاقی قرار است برای مردم دانیال (یهودیان) بیفتد.
دانیال ۱۱ در مورد یک جنگ آتی صحبت می‌کند که در آن یک شاه پارسی با شاه یونانی وارد جنگ خواهد شد. یک «شاه قدرتمند» خواهد آمد و پادشاهی بزرگی تشکیل خواهد داد تا زمانی که پادشاهی او تکه‌تکه شده و در این زمان شاه جنوب با شاه شمال وارد جنگ خواهد شد. بعد از جنگ‌های زیاد شاه جدیدی در شمال به قدرت می‌رسد و او دو بار به جنوب حمله خواهد کرد. اولین بار موفق خواهد شد و در بار دوم توسط کشتیهای کیتیم متوقف خواهد شد. او به کشور خود باز خواهد گشت و در این زمان سربازانش معبد را آلوده کرده و قربانی روزانه را متوقف می‌کنند و گناه بزرگ را انجام خواهند داد. شاه مقتدر شمال در شام وارد جنگ می‌شود و لیبی و مصر را شکست خواهد داد ولیکن گزارشها از شرق و شمال او را نگران خواهند کرد. او در نهایت در بین دریا و یک کوه مقدس کشته خواهد شد.
دانیال ۱۲ می‌گوید که در این زمان میکاییل «شاهزاده بزرگی که مردم او را حفاظت می‌کند» خواهد آمد. این زمان زمان بسیار سختی خواهد بود ولیکن تمامی آنانی که اسمشان نوشته شده باشد نجات خواهند یافت. «در این زمان بسیاری از آنان که در زیر خاک خفته‌اند بیدار خواهند شد بعضی به زندگی ابدی خواهند رسید و بعضی به شرم و ذلت ابدی، آنهایی که حکمت دارند مانند نور بهشتی درخشان خواهند بود و آنهایی که بسیاری از مردم را به راه راست هدایت کردند مانند ستارگان همیشگی و جاودانه خواهند بود» در آخرین آیات زمان باقی‌مانده به پایان ذکر می‌شود که در آن «یک زمان، یک زمان‌ها و نیمه یک زمان» خواهد بود. دانیال مقصود فرشته را متوجه نمی‌شود و دوباره می‌پرسد و فرشته به او می‌گوید: «از زمانی که قربانی روزانه متوقف شده و گناه بزرگ آغاز می‌شود، ۱۲۹۰ روز خواهد بود. آن کس که صبر کند و تا پایان ۱۳۳۵ روز زنده بماند برکت خواهد یافت».

### اضافات کتاب دانیال
نسخه یونانی کتاب دانیال از نسخه عبری آن به مراتب طولانی‌تر است و دارای بخش‌های اضافه زیر است:
- دعای آزاریا و شعر سه جوان بعد از دانیال ۳:۲۳
- داستان شوشانا و بزرگان که در بعضی نسخ قبل از دانیال ۱ و در بعضی بعد از دانیال ۱۲ قرار دارد.
- داستان بل و اژدها که در پایان کتاب قرار دارد.

اضافات دانیال توسط تمامی شاخه‌های مسیحیت مورد قبول قرار گرفته بودند تا زمان آنکه جنبش پروتستان آن‌ها را به دلیل اینکه در نسخه عبری وجود نداشتند رد کرد. امروزه این اضافات در کلیسای کاتولیک و ارتدوکس شرقی وجود دارند.

### ترجمه‌های یهودی
- دانیال (انتشارات جودیکا) * ترجمه انگلیسی [همراه با نظرهای راشی] در Chabad.org

### ترجمه مسیحیت
- دانیال در کتاب‌های بزرگ
- عربی

| کتاب دانیال پیامبران مهتر |                |                 |
| پیشین: کتاب استر          | تنخ            | پسین: کتاب عزرا |
| پیشین: کتاب حزقیال        | عهد عتیق مسیحی | پسین: کتاب هوشع |